# Çimşit, Gölbaşı
Çimşit là một xã thuộc huyện Gölbaşı, tỉnh Ankara, Thổ Nhĩ Kỳ. Dân số thời điểm năm 2011 là 280 người.